# (369) Aëria
(369) Aëria – planetoida z grupy pasa głównego asteroid okrążająca Słońce w ciągu 4 lat i 115 dni w średniej odległości 2,65 j.a. Została odkryta 4 lipca 1893 roku w Marsylii przez Alphonse Borrelly’ego. Nazwa planetoidy pochodzi od powietrza (łac. aër), jednego z czterech żywiołów. Przed jej nadaniem planetoida nosiła oznaczenie tymczasowe (369) 1893 AE.